# Yves Mirande
Pour l’article homonyme, voir Mirande (homonymie).
Anatole Charles Le Querrec dit Yves Mirande, né le 8 mai 1876 à Bagneux (Maine-et-Loire) et mort le 17 mars 1957 dans le 16e arrondissement de Paris, est un dramaturge, scénariste et réalisateur français.

## Biographie
Après avoir commencé une brève carrière dans le journalisme, puis la politique, Yves Mirande se lance dans le milieu du théâtre en écrivant des pièces. Il a également écrit de nombreux scénarios pour le cinéma, avant de passer lui-même derrière la caméra, pour son premier film, La Merveilleuse Journée, en 1932.
On ignore la raison pour laquelle il a pris comme nom de plume le nom d'une des sous-préfectures du Gers avec laquelle il n'avait, a priori, aucune attache particulière.

## Théâtre
(liste partielle)

### Comme auteur
- 1920 : Le Chasseur de chez Maxim's, comédie en trois actes écrite avec Gustave Quinson, Palais-Royal, 23 décembre 1920
- 1922 : Ta bouche, opérette, lyrics d'Albert Willemetz, musique Maurice Yvain, mise en scène Edmond Roze, théâtre Daunou
- 1922 : Simone est comme ça, écrit avec Alexis Madis, théâtre des Capucines
- 1922 : Pourquoi m'as-tu fait ça ?, écrit avec Alexis Madis et Gustave Quinson, théâtre des Capucines
- 1925 : Voulez-vous être ma femme ? de Jacques Richepin, adaptation d'Yves Mirande, théâtre de la Renaissance, décembre 1925
- 1928 : L'Arpète, pièce écrite avec Gustave Quinson, théâtre de la Renaissance, mars 1928[3], portée à l'écran en 1929 par Émile-Bernard Donatien
- 1929 : Le Trou dans le mur comédie en 4 actes, théâtre de la Michodière, 1er février 1929
- 1929 : L'Attachée, théâtre du Palais-Royal
- 1930 : Arsène Lupin banquier, opérette d'après Maurice Leblanc, lyrics d'Albert Willemetz, musique de Marcel Lattes, théâtre des Bouffes-Parisiens
- 1946 : Ce soir je suis garçon !, écrit avec André Mouëzy-Éon, mise en scène Jacques Baumer, théâtre Antoine

### Comme comédien
- 1943 : À la gloire d'Antoine de Sacha Guitry, théâtre Antoine

### Comme metteur en scène
- 1949 : Le Petit Café de Tristan Bernard, théâtre Antoine

## Opérettes
- 1925 : Trois jeunes filles nues, opérette en 3 actes, livret de Yves Mirande et Albert Willemetz, musique de Raoul Moretti, Bouffes-Parisiens

## Filmographie

### Comme scénariste
- 1909 : La Tournée des grands ducs
- 1909 : Le Petit qui a faim
- 1909 : Octave
- 1930 : Le Spectre vert
- 1930 : Si l'empereur savait ça
- 1930 : Olympia
- 1931 : Le Père célibataire
- 1931 : Papa sans le savoir
- 1931 : Révolte dans la prison
- 1931 : La Chance
- 1932 : Une brune piquante
- 1932 : Simone est comme ça
- 1932 : Pour vivre heureux
- 1932 : La Perle
- 1932 : Tu seras duchesse
- 1932 : Tumultes
- 1933 :  Charlemagne
- 1934 : Le Cavalier Lafleur
- 1934 : Le Billet de mille
- 1934 : Le Roi des Champs-Élysées
- 1935 : Quelle drôle de gosse
- 1935 : La Clef des champs de Pierre-Jean Ducis
- 1935 : Baccara
- 1935 : Bout de chou de Henry Wulschleger
- 1935 : Princesse Tam Tam
- 1936 : Train de plaisir de Léo Joannon
- 1936 : Ménilmontant
- 1936 : Le Grand Refrain
- 1936 : Au son des guitares
- 1936 : À nous deux, madame la vie
- 1936 : Tout va très bien madame la marquise
- 1937 : Quatre Heures du matin
- 1937 : Un carnet de bal
- 1938 : La Présidente
- 1938 : Café de Paris
- 1939 : Sidi-Brahim (Les Diables bleus, L'Esprit de Sidi-Brahim)
- 1939 : Circonstances atténuantes
- 1940 : Paris-New York
- 1940 : Elles étaient douze femmes
- 1940 : Moulin rouge
- 1941 : L'Acrobate
- 1941 : L'Étrange Suzy
- 1941 : Ce n'est pas moi
- 1942 : La Femme que j'ai le plus aimée
- 1942 : Soyez les bienvenus
- 1942 : À vos ordres, Madame, de Jean Boyer
- 1942 : Le Bienfaiteur
- 1942 : Les Petits Riens
- 1943 : Des jeunes filles dans la nuit
- 1943 : Le Chant de l'exilé
- 1945 : Le Mystère Saint-Val
- 1947 : Pas un mot à la reine mère
- 1948 : Kenzi
- 1949 : La Cage aux filles
- 1950 : La Porteuse de pain (La Portatrice di pane)
- 1954 : Les Deux Orphelines (Le Due orfanelle)
- 1954 : C'est... la vie parisienne

### Comme réalisateur
- 1932 : La Merveilleuse Journée, co-réalisateur : Robert Wyler
- 1935 : Baccara
- 1936 : Sept hommes, une femme
- 1936 : Le Grand Refrain
- 1936 : Messieurs les ronds de cuir
- 1937 : À nous deux, madame la vie, co-réalisateur : René Guissart
- 1937 : Une petite fortune, (court métrage)
- 1937 : Monsieur le comte est servi, (court métrage),
- 1937 : Si j'avais su, (court métrage)
- 1937 : La fille de Monsieur Merle, (Court métrage)
- 1938 : Café de Paris
- 1938 : Vedette d'un jour, (court métrage)
- 1939 : Derrière la façade, co-réalisateur : Georges Lacombe
- 1940 : Paris-New York
- 1940 : Moulin rouge, co-réalisateur André Hugon

### Comme acteur
- 1933 : Le Chasseur de chez Maxim's de Karl Anton
- 1939 : Derrière la façade de Georges Lacombe et Yves Mirande : Le clochard sur le banc
- 1942 : Les Petits Riens de Raymond Leboursier : Brignolles

### Comme producteur
- 1933 : Je te confie ma femme de René Guissart